# 只要妳說妳愛我
《只要妳說妳愛我》（日语：好きっていいなよ。）是葉月鼎的日本少女漫畫作品，在漫畫月刊《Dessert》連載。電視動畫版於2012年10月至12月在日本首播。2013年宣佈開拍真人電影，已於2014年7月12日上映。

## 故事簡介
因為小時候曾經遭受朋友的背叛，橘梅這16年來從沒有朋友，甚至連男朋友也沒有。
獨來獨往的個性導致她成為同學欺負的對象，在陰錯陽差下認識學校裡受歡迎的男生黑澤大和。
大和相當欣賞梅毫無所懼的個性，絲毫不在意其他人的眼光，開始主動與梅接觸。
因為大和隨和的個性與古道熱腸，梅也開始逐漸卸下心防。

## 登場人物

### 主要人物
橘梅（聲：茅野愛衣／同左）
本作品的女主角。生日：12月25日。身高155公分。個性溫柔。
就讀東明高中，初登場時16歲。二年級與黑澤大和、武藤愛子同班。
父親在國中時逝世，和母親相依為命。
養有一隻貓-------棉花糖。
兒時曾受朋友們的背叛而被欺凌，16年來都沒交過男朋友，甚至連朋友都沒有。
在班級里表現得極為低調，被人誤認為性格陰沉，甚至被稱作「怪人」。其實性格特立獨行，愛恨分明，有着正義感。
雖然沒有朋友，但卻很為他人着想。某天因誤會踢傷了全校很受歡迎的男主角——黑澤大和，卻反而因此得到了大和的另眼相看，並且使大和單方面提出了朋友宣言。不僅如此還被大和保護着不被欺負。
在相處的過程中，逐漸被體貼、誠實善良的大和所吸引而開始和大和交往。很在意大和的第一次，但看見大和也相當內疚後逐漸釋懷。自己也因為大和而結識了很多朋友，生活圈不再是獨自一人。
曾因北川惠的關係對大和的信任產生動搖，表面說自己並不介意大和去當模特，內心其實不是如此，與大和溝通後解開隔閡，大和也辭去了模特的邀約。
有參加學校校慶的偶像冠軍活動，因大和及大地的幫忙，獲得女生組第三名。
在交往後第一次與大和度過聖誕節時（那天也是梅17歲生日），把自己的初夜主動獻給大和。
畢業調查期間並不知道自己適合做什麼，於老師建議可以從事多與人交談的工作後，在蓮的介紹下到幼稚園實習一天。
六年後從事幼兒園教師職業，並與大和同居，後與其結婚，育有一子。
黑澤大和（聲：櫻井孝宏／同左）
就讀東明高中，初登場時16歲。二年級與橘梅、武藤愛子同班。
養有一隻貓-------小黑。（因為很黑所以叫小黑）
是學校里最受歡迎的男生，性格温和善良也很講義氣。受到許多同學的喜愛。
某一天被性格陰沉、被沒有朋友的女主角橘梅誤以為色狼偷窺狂而被狠狠地踢了一腳。被梅大罵之後卻沒有生氣，反而表現出對梅有與趣的表情。在又一次與梅的相遇中，主動提出做朋友的邀請，並且在接下来的相處中表現出對梅的關心，還帶着梅認識自己的朋友圈子，讓她不再是孤獨的一個人。
現在雖然總是帶著微笑，國中時代曾有過「自我封閉」。曾經痛恨着像一條變色龍一樣看着别人臉色過日子的自己，還為自己當時沒有及時拯救被欺負的國中時的好友——竹村海而自責不已。在高中與留級的海重逢而再次成為摰友。
在相處中與梅開始正式交往，雖然其中有别的女生向他表白，但卻對梅始终如一。即使北川惠在梅沒注意到的地方猛烈發展攻勢也不為所動。
原本是個可以隨便跟女生親吻的男生，但在與梅交往後，拒絕親吻其他女生，也不收禮物，在梅的面前個性也容易害羞。
參加學校校慶的偶像冠軍活動，而獲得男生組第一名，但必須跟女生組第一名的小惠約會，但在約會過程中讓小惠明白，自己對梅始终如一。
在與梅交往後共度第一個聖誕節時，因哥哥黑澤大地的電話慶生，赫然發現當天也是梅17歲的生日，並在那天與梅發生關係。
畢業調查期間決定未來要以攝影師為志向，但一直找不到自己真正想要拍的照片為何，在與小惠的攝影師朋友商談時，指出有著適合拍人的優點。曾為其哥大地的髮型屋拍攝畫報；為愛子拍攝孕照；為小惠拍攝寫真。
六年後從事攝影師職業，並與梅同居。後與其結婚，育有一子。

### 東明高中
及川麻美（聲：種田梨沙／高橋美佳子）
就讀東明高中，大和從國中時就認識的朋友，一年級跟橘梅同班，二年級與中西健志、北川惠同班，三年級與梅同班。
性格元氣、開朗。由於大和的關係而認識梅，對梅表現出極大的友好，無時無刻都在關心着梅並且與梅成為了最好的朋友。
國中時由於自己過於豐滿的身材被男生惡意嘲笑，之後大和勇敢站出來予以回擊，因此曾對大和抱有愛慕之心。見大和與梅開始交往後，也與梅成為最好的朋友。
二年級因北村惠主動示好而變成朋友，即使小惠做作的個性被揭穿後也不嫌棄，選擇幫助被其他同學排擠的小惠。
畢業調查期間與梅到幼稚園實習，決定未來也要以幼稚園老師當做志向。
被大和的好友中西健志追求而開始與之交往，六年後與中西結婚並移居沖繩。
武藤愛子（聲：內山夕實／甲斐田裕子）
就讀東明高中，從二年級開始和梅同班的同學。性格直爽冷酷但心地很好，食肉系女生。
曾經的肥胖身材使她一度自卑，被劈腿的男友抛棄後體重驟減。然後得到了大和的鼓勵而開始正視自己。因為對鼓勵自己的大和有好感而嫉妒着橘梅並處處表現出敵意，但同時又很認同比自己還要自卑，卻仍肯坦然面對自己的梅。
認同了大和與梅交往，開始替梅加油，並且和麻美、梅成為了好朋友。在三年級旅遊時，坦承自己其實一直很介意與大和發生過關係的事，對梅感到相當抱歉。
參加學校校慶的偶像冠軍活動，而獲得女生組第二名。
畢業調查期間決定未來畢業後要直接就職，參加學校推薦的就職甄選並取得好成績。
曾經和許多男生發生過關係，但如今只和立川雅司交往着，畢業後與雅司同居。六年後與雅司未婚先孕，懷胎五個月後正式結婚，育有一子。
竹村海（聲：前野智昭／杉田智和）
就讀東明高中，黑澤大和國中時代的同學，也是摰友。
國中時曾經遭受同學們的欺負最後被迫轉學，右肩留下曾經被欺凌的傷痕。而花一年鍛鍊身體但荒廢課業而被留級，但為了報復以前欺負他的同學而轉學回來，因故比同年齡的學生晚一年入學，但最後因橘梅的影響而放棄復仇。
是梅打工地點的常客，喜歡吃甜麵包，也非常喜歡游樂場。
國中時和大和是好友，雖不喜歡大和做作的事情，但因為大和能和經常被欺負的他說話而很感動，向大和感謝之後隔天就轉學，是一個大和内心一直有愧疚的人。在高中與大和重逢。
因與梅有相同的經歷，十分了解梅心中的感受，時常在梅心情低落時安慰她。逐漸地被梅的性格所吸引而喜歡上梅，向梅告白後主動放棄。並且和大和重修舊好。
在凜積極與自己接觸時逐漸意識到自己只有外表跟體格有改變，內心還是個膽小鬼。因不知道如何回應凜的告白而沉默，事後也躲避著凜而不去健身房，但在凜的第二次告白後同意與凜交往，於四個月後分手。
參加學校校慶的偶像冠軍活動，獲得男生組第二名。
六年後突然接到惠的電話，並到機場接機，後來在一起。
北川惠（聲：壽美菜子／佐倉綾音）
出名的雜誌模特，專精心計。因某個機遇而認識了黑澤大和，因為工作距離關係轉學到東明高中，雖然她自稱是為了大和轉學到大和所就讀的高中。
明知橘梅是大和的女朋友卻仍不放棄的追求大和，更不乏從中挑撥離間，企圖破壞大和和梅之間的感情甚至及川麻美、武藤愛子與梅之間的友情。
童年因家裡貧窮，長的稍高又不擅打扮而被欺負，導致自尊心極強並決心改變且不允許失敗，為了追求完美用盡各種手段。後逐漸被梅影響，在極度做作的個性被朋友發現後，封閉自己甚至與從小到大的朋友小桃絕交。最後跟大和與小桃破除隔閡並和好。
過去因為過於在乎別人想法，所以努力達成最完美的樣子。但在發現不管怎麼做都會有人批評後，決定坦然面對自己，原本只是因為追求完美才接近大和，因此被竹村海說不可能會喜歡別人，但後來真心喜歡上大和。
參加學校校慶的偶像冠軍活動，而獲得女生組第一名，並得到跟男生組第一名大和約會的機會，但在約會過程最終明白大和的心中只有梅。
畢業調查期間計畫到法國留學，即使被經紀公司以亞洲人有身高劣勢反對也不改決心，為了到法國當模特努力打理相關事務及學習法文。到法國後，因為語言不通、身高長相略不足且照片單調，因此接不到任何合約，但認為自己不管花多少努力也一定要成功，在最後一次的面試，甚至秀出剪刀表達自己的決心，最後及時得到當地攝影師安傑羅的協助而成功得到合約，並與其相戀。
後來與安傑羅分手，獨自在法國兼職和繼續爭取模特兒工作。六年後回到日本。回國時發現海六年前送給的公仔內存有聯絡方法，抱著試探的想法致電，與海再次相遇，並在海的鼓勵下確認自己心意，與海在一起。
之後因大和為自己所拍攝的寫真雜誌大賣，在日本重拾人氣，工作量增多，頻繁登上各大節目和雜誌，最後其努力終於得到回報，受巴黎時裝秀的邀請，登上巴黎國際舞台。
中西健志（聲：島崎信長／豐永利行）
就讀東明高中，黑澤大和的好友，橘梅的一年級同班同學。二年級與及川麻美，北川惠同班。
神經大條且不會閱讀氣氛，曾經莫名地看不爽梅，卻也因為他的惡作劇使梅和大和相識。最初十分厭惡梅，但因與麻美交往之後與梅成為了好朋友。
因發言不當被麻美討厭，但在梅的提醒下，了解到自己錯在哪，之後跟麻美道歉後，向麻美告白並交往中。十分討厭別的男生盯著麻美看，但自己很喜歡麻美的大胸部。
六年後與麻美結婚並移居沖繩。
立川雅司（聲：間島淳司／野島健兒）
就讀東明高中，黑澤大和的好友。一直對武藤愛子抱有好感。雖然平時一直與愛子同進同出，卻似乎得不到愛子真正的目光。
對於愛子只注視著大和感到不滿，向愛子表示自己一直都很在乎她，也不介意愛子身上因不正當減肥造成的傷痕，更不希望愛子一直替換男人來滿足得不到大和的失落，最後用自己的行動打動了愛子。
畢業後與愛子同居。六年後與愛子未婚先孕，懷胎五個月後正式結婚，育有一子。
新井美樹（聲：早見沙織／堀江由衣）
就讀東明高中，黑澤大和的國中同學，也是大和的初戀對象。國中時拒絕大和，但在大和長高且變的有人氣後，說自己並不會拒絕現在的大和。
早川驅流（聲：梶裕貴）
黑澤大和的同學，也頗受歡迎，和許多女生做過“朋友”，跟武藤愛子做過“朋友”，也想和橘梅做“朋友”，不過被梅拒絕了。
小川千晴的青梅竹馬，喜歡吃千晴煮的飯，直到發生某件事造成誤會後就沒再去過千晴家了。
在被梅拒絕了之後，也被大和跟愛子教訓，才開始思考真正需要什麼，到後面才發覺內心深處其實是喜歡青梅竹馬的千晴。
在一次丟下“朋友”後遭到對方報復而受傷住院，期間因無人探病明白了自己其實沒有任何朋友，只有千晴每天來探視自己，最終解開兒時的誤會並決定與千晴交往。
參加學校校慶的偶像冠軍活動，而獲得男生組第三名。
小川千晴（聲：金元壽子）
早川驅流的青梅竹馬，從小一直都喜歡驅流，時常替驅流準備便當。
跟橘梅在同一家麵包店打工，畢業後希望可以繼續在麵包店工作。
十分討厭驅流跟別的女生做過“朋友”，以做驅流的新娘為志向，之後與驅流交往。
笹野桃子（聲：米澤圓）
就讀東明高中，北川惠從小就認識的朋友。
在還小的時候就跟小惠成為朋友，一直都很關心小惠，在小惠轉來東明高中時盡力幫忙融入環境。
因小惠在追求黑澤大和時被要求幫忙陷害橘梅，但因被小惠認為自己其實並不認同其做法而遭到數落，甚至被無視。
即便小惠做作的個性被人揭穿依然關心小惠，當小惠封閉自己關在家時仍不斷去關心，與大和一起說服小惠並且和好，最後不在乎其他人看法仍與小惠當好朋友。

### 其他
黑澤凪（聲：伊瀨茉莉也／矢作紗友里）
大和的妹妹，與大和相差6歲。十分擅長做甜點以及玩偶。
當初見面時不喜歡梅，但與梅交談後，變的十分喜歡梅。
原本因為學校同學的背叛變得幾乎不出門、上學，最後因梅的鼓勵，回到學校上課，並交了一個男朋友。
黑澤大地（聲：中井和哉）
大和的大哥。高級理髮店的店長，但卻十分地挑客人剪髮。
在當學徒時，結交了一名女朋友——鈴。不管別人的批評與鈴相愛，之後考上美容師執照時，第一次幫鈴剪髮，但幫鈴剪完的隔天，鈴卻因車禍意外過世，導致之後大地心中的內疚，以及堅持不幫心愛的人剪髮。
當初不願意幫杏子剪髮，最後因為橘梅的關係，而解開心中的那對死去女友的內疚，其實早就發現喜歡上杏子，最後答應幫杏子剪髮。
在廟會煙火施放期間遇到奔跑中的梅，重新幫梅打扮。在梅參加學校校慶的偶像冠軍活動時幫助梅好好打扮了一番。在大和學習拍攝期間拜託大和幫忙拍攝店內的宣傳海報，並以梅為海報主角。
六年後與杏子結婚。
鈴
與當時當學徒的黑澤大地交往，並論及婚嫁。
起初因交往被別人批評，不願意給大地剪頭髮，但在大地考到美髮師執照時，第一次要求大地幫她剪髮，但剪髮完隔天卻因車禍意外過世。
過世後仍然經查出現在大地的夢中，認為大地不該一直被自己束縛著，且與大地之間不會再增加新的回憶了，希望大地可以看看別的女孩（杏子），並在夢中與大地道別。
杏子
在黑澤大地的美髮院工作。
開始以為大地是以吊兒郎當的心態在工作，但之後發現大地總是為顧客顧慮的態度之後，從而改觀，並慢慢喜歡上大地。
因橘梅曾給大地剪髮關係與梅結識，常因感情方面的煩惱傳簡訊給梅。
起初想讓大地剪髮但不斷被拒絕，後大地答應幫其剪髮並交往。交往後曾和大地一起去拜過鈴的墓。
六年後與黑澤大地結婚。
金子
黑澤大地美髮院的業務。
喜歡杏子，但最後被杏子拒絕了。
梅的母親（聲：小林優）
橘梅的母親。丈夫在梅還在國中時即去世，獨自帶大梅。
十分開朗的母親，很關心也很寵愛梅，在梅小時候常因為梅的關係跟丈夫爭吵。
當大和說出梅的優點時感到相當欣慰，表達自己一直都有注意到梅的優點，也很開心終於有別人理解到。
很看好梅與大和的戀情，也常常幫住他們的戀情發展，比如在去旅行前偷偷塞保險套到梅的行李。
青木蓮
青井雙胞胎中的哥哥。身高不及凜，個性和喜好也與凜完全不同，活在凜的陰影底下而顯得孤僻。常與凜鬥嘴，感情不錯。
週末在父親經營的健身房中當工作人員，因此偶然結識橘梅，稱梅是多管閒事的人。
曾在跟還小的妹妹出去玩時，因辦事情而導致妹妹走散，進而遇見大和與梅。
認為如果是為了凜才來認識自己的人根本不值得信任。結交了許多玩遊戲的網友，但在見面後因被嘲笑且價值觀不同而絕交。
在與梅相處後，雖然覺得梅是很奇怪的女生，但逐漸在意梅，同時也討厭不斷去否定梅的自己。曾想偷偷把梅的海報拍起來，但大地經過而作罷。後與梅表白，表示只想傳遞自己心意，不需回應其，但梅仍以短訊形式感謝其心意。
青木凜
青井雙胞胎中的妹妹。身高175公分。個性開朗率直、受歡迎。常與蓮鬥嘴，感情不錯。
被雜誌編輯部在路上發掘，與北川惠是同個雜誌的模特，以藝名RIN活躍中。
初登場為國中生，和蓮入學至同一所高中。
在開學典禮上差點跌倒，被竹村海所救而一見鍾情，為了見海，比之前更勤奮到父親經營的健身房中當工作人員，也向同個雜誌的惠詢問海的事情。
邀請海去遊樂園玩，並在最後主動吻海並且向海告白，因海沉默而做罷。第二次正式告白獲得海的同意而交往，四個月後與其分手。
因為受邀國際老品牌而登上巴黎舞台，名氣大增，成為國際知名模特。

## 出版書籍
| 卷數 | 講談社         | 講談社                                                  | 東立出版社     | 東立出版社             |
| 卷數 | 發售日期       | ISBN                                                    | 發售日期       | ISBN                   |
| ---- | -------------- | ------------------------------------------------------- | -------------- | ---------------------- |
| 1    | 2008年8月11日  | ISBN 978-4-06-365517-9                                  | 2009年6月19日  | ISBN 978-986-10-3645-8 |
| 2    | 2009年1月13日  | ISBN 978-4-06-365542-1                                  | 2009年6月19日  | ISBN 978-986-10-3646-5 |
| 3    | 2009年8月10日  | ISBN 978-4-06-365565-0                                  | 2010年1月19日  | ISBN 978-986-10-4333-3 |
| 4    | 2010年1月31日  | ISBN 978-4-06-365585-8                                  | 2010年8月19日  | ISBN 978-986-10-6144-3 |
| 5    | 2010年7月13日  | ISBN 978-4-06-365612-1                                  | 2010年12月8日  | ISBN 978-986-10-6700-1 |
| 6    | 2011年1月13日  | ISBN 978-4-06-365637-4 ISBN 978-4-06-362179-2（特裝版） | 2011年8月16日  | ISBN 978-986-10-7230-2 |
| 7    | 2011年7月13日  | ISBN 978-4-06-365655-8 ISBN 978-4-06-358357-1（特裝版） | 2012年2月9日   | ISBN 978-986-10-8391-9 |
| 8    | 2012年1月13日  | ISBN 978-4-06-365677-0                                  | 2012年8月16日  | ISBN 978-986-10-9454-0 |
| 9    | 2012年7月24日  | ISBN 978-4-06-365699-2                                  | 2012年11月28日 | ISBN 978-986-317-737-1 |
| 10   | 2013年1月11日  | ISBN 978-4-06-365719-7                                  | 2013年12月10日 | ISBN 978-986-324-833-0 |
| 11   | 2013年7月24日  | ISBN 978-4-06-365744-9 ISBN 978-4-06-358449-3（限定版） | 2014年6月23日  | ISBN 978-986-337-106-9 |
| 12   | 2014年2月13日  | ISBN 978-4-06-365762-3                                  | 2015年1月22日  | ISBN 978-986-348-488-2 |
| 13   | 2014年7月24日  | ISBN 978-4-06-365780-7                                  | 2015年7月24日  | ISBN 978-986-365-396-7 |
| 14   | 2015年4月13日  | ISBN 978-4-06-365806-4                                  | 2016年3月4日   | ISBN 978-986-431-486-7 |
| 15   | 2015年10月13日 | ISBN 978-406-365-836-1                                  | 2017年6月5日   | ISBN 978-986-462-392-1 |
| 16   | 2016年4月13日  | ISBN 978-406-365-859-0                                  | 2017年9月11日  | ISBN 978-986-470-216-9 |
| 17   | 2016年10月13日 | ISBN 978-406-365-881-1                                  | 2017年10月2日  | ISBN 978-986-482-147-1 |
| 18   | 2017年9月13日  | ISBN 978-406-365-930-6                                  | 2018年9月17日  | ISBN 978-986-486-882-7 |

## 電視動畫

### 製作人員
- 原作：葉月鼎（講談社《Dessert》連載）
- 監督、系列構成：佐藤卓哉
- 系列監督：黑柳利允
- 角色設計：奧田佳子、渡邊純子
- 總作畫監督：渡邊純子
- 美術監督：平間由香
- 色彩設計：佐藤直子
- 攝影監督：大山佳久
- 編集：後藤正浩
- 音響監督：明田川仁
- 音樂：野見祐二
- 製作人：池田慎一、濱野澤子、川崎友子
- 動畫製作：ZEXCS
- 製作：愛我製作委員會、OAD『愛我』製作委員會（OAD）

### 主題曲
片頭曲「friendship 〜for 。」
作詞、作曲、歌：岡崎律子，編曲：野見祐二
第1話未使用。
片尾曲
「slow dance」
作詞、作曲、編曲、歌：渡邊健二
（第12話）
作詞、作曲、編曲、歌：渡邊健二

### 各話列表
| 話數     | 日文標題          | 中文標題       | 劇本                | 分鏡              | 演出              | 作畫監督                                       |
| -------- | ----------------- | -------------- | ------------------- | ----------------- | ----------------- | ---------------------------------------------- |
| 第一話   |                   | 接吻了         | 佐藤卓哉            | 黑柳利允          | 黑柳利允          | 竹田逸子                                       |
| 第二話   |                   | 炸雞味的       | 綾奈由仁子          | 室井富美江        | 藤澤紗紗          | 櫻井正明                                       |
| 第三話   |                   | 只要相信他人…… | 高橋奈津子          | 青井小夜          | 青井小夜          | 菊池聰延                                       |
| 第四話   |                   | 曾有的傷       | 橫手美智子          | 光田史亮 真菜陽   | 光田史亮          | 谷津美彌子 竹田逸子 廣尾佳奈子                 |
| 第五話   |                   | 就維持這樣     | 佐藤卓哉            | 福田道生          | 丸山由太          | 高橋敦子、豬狩崇 野道佳代、谷津美彌子 新田靖成 |
| 第六話   |                   | 為什麼…        | 橫手美智子          | 伊藤達文          | 園田雅裕          | 竹田逸子、小暮昌廣 嶋田俊彦、山本篤史          |
| 第七話   |                   | 明明很喜歡你   | 綾奈由仁子          | 井出安軌          | 内山まな          | 伊藤美奈、竹森由加                             |
| 第八話   |                   | 戀愛初學者     | 高橋奈津子          | 井出安軌          | 菊池聰延          | 菊池聰延                                       |
| 第九話   |                   | 各自的         | 高橋奈津子          | 真菜陽            | 青井小夜          | 山園菜穗、松下郁子 小澤圓、山内則康            |
| 第十話   |                   | 別無所求       | 横手美智子          | 井出安軌          | 工藤利春          | 谷津美彌子、豬狩崇 小谷杏子                    |
| 第十一話 |                   | 遊行           | 綾奈由仁子          | 伊藤達文          | 光田史亮          | 山本篤史、野道佳代 山本佐和子、平山圓          |
| 第十二話 |                   | 守護著你       | 綾奈由仁子          | 黑柳利允          | 黑柳利允          | 高橋敦子、小園菜穗 谷津美彌子、竹田逸子        |
| 第十三話 | Say "I love you". | 說「我愛妳」   | 佐藤卓哉 高梁奈津子 | 福田道生          | 吉田里紗子          | 竹森由加、小林利充 山田勝                      |
| OAD      |                   | 誰             | 綾奈由仁子 佐藤卓哉 | 黑柳利允 吉田沙子 | 黑柳利允 吉田沙子 | 高橋敦子、小園菜穗 小谷杏子                    |

### 播放電視台
日本深夜動畫：下文記載的日本国内播放時間使用日本標準時間（UTC+9）表示。因為部分時間标识會採用30小时制，因此請留意这类超过24:00的时间，其實際播放時間為翌日清晨。
| 播放地區 | 播放電視台   | 播放日期                      | 播放時間（UTC+9）          | 所屬聯播網 | 備註       |
| -------- | ------------ | ----------------------------- | -------------------------- | ---------- | ---------- |
| 東京都   | TOKYO MX     | 2012年10月6日 - 12月29日      | 星期六 25時00分 - 25時30分 | 獨立UHF局  |            |
| 神奈川縣 | 神奈川電視台 | 2012年10月7日 - 12月30日      | 星期日 23時30分 - 24時00分 | 獨立UHF局  |            |
| 千葉縣   | 千葉電視台   | 2012年10月7日 - 12月30日      | 星期日 23時30分 - 24時00分 | 獨立UHF局  |            |
| 埼玉縣   | 埼玉電視台   | 2012年10月7日 - 12月30日      | 星期日 24時00分 - 24時30分 | 獨立UHF局  |            |
| 兵庫縣   | SUN電視台    | 2012年10月7日 - 12月30日      | 星期日 24時30分 - 25時00分 | 獨立UHF局  |            |
| 京都府   | KBS京都      | 2012年10月8日 - 12月31日      | 星期一 25時00分 - 25時30分 | 獨立UHF局  |            |
| 愛知縣   | 愛知電視台   | 2012年10月8日 - 12月31日      | 星期一 26時05分 - 26時35分 | 東京電視網 |            |
| 北海道   | TV北海道     | 2012年10月9日 - 2013年1月1日  | 星期二 26時05分 - 26時35分 | 東京電視網 |            |
| 日本全國 | AT-X         | 2012年10月11日 - 2013年1月3日 | 星期四 22時00分 - 22時30分 | 衛星電視   | 有重播     |
| 日本全國 | BS11         | 2012年10月12日 - 2013年1月4日 | 星期五 23時30分 - 24時00分 | 衛星電視   | ANIME+節目 |

| TOKYO MX 星期六 25時00分 - 25時30分 節目 | TOKYO MX 星期六 25時00分 - 25時30分 節目 | TOKYO MX 星期六 25時00分 - 25時30分 節目 |
| ---------------------------------------- | ---------------------------------------- | ---------------------------------------- |
|                                          | 只要妳說妳愛我                           |                                          |
| 心連·情結                                | 南家三姊妹 回來了                        |                                          |

| 緯來日本台 星期一至五 19時00分 - 19時30分 節目 | 緯來日本台 星期一至五 19時00分 - 19時30分 節目 | 緯來日本台 星期一至五 19時00分 - 19時30分 節目 |
| ---------------------------------------------- | ---------------------------------------------- | ---------------------------------------------- |
|                                                | 只要妳說妳愛我 （2014年1月16日 - 1月24日）     |                                                |
| 日本學問大                                     | 綜藝節目                                       |                                                |

## 電影
2014年1月開始拍攝，由日向朝子執導及編劇，川口春奈飾演橘梅，福士蒼汰飾演黑澤大和，2014年7月12日上映。。台灣於2015年3月6日上映。

### 製作人員
- 原作：葉月鼎「只要妳說妳愛我」（講談社《Dessert》連載）
- 導演、劇本：日向朝子
- 配給、製作：松竹
- 製作：「只要妳說妳愛我」製作委員會

### 演員
- 橘梅：川口春奈
- 黑澤大和：福士蒼汰
- 竹村海：市川知宏
- 武藤愛子：足立梨花
- 中西健志：永瀨匡
- 及川麻美：西崎莉麻
- 立川雅司：山本涼介
- 北川惠：八木亞里沙

### 主題曲
「Happily（ハッピリー）」
歌：1世代